# Violinsonate Nr. 5 (Beethoven)
Die Violinsonate Nr. 5 in F-Dur, op. 24 von Ludwig van Beethoven, ist für Pianoforte (Klavier) und Violine komponiert. Der Beiname „Frühlingssonate“ entstand, wie bei vielen anderen Werken, erst später und soll den Charakter des Stückes beschreiben. Gewidmet ist das Werk dem Grafen Moritz von Fries.

## Entstehung
Das Werk entstand gemeinsam mit der Violinsonate in a-Moll, op. 23. Die Opuszahlen wurden erst später getrennt. Auch op. 23 wurde dem Grafen Moritz von Fries gewidmet, was eine gemeinsame Entstehung untermauert. Die Entstehungszeit wird auf die Jahre 1800–1801 datiert. Die Erstausgabe erfolgte im Frühjahr 1802 bei T. Mollo & Co. in Wien. Die Autographe der ersten drei Sätze sind erhalten und befinden sich in der Österreichischen Nationalbibliothek in Wien. Das Datum der Uraufführung ist unbekannt.

## Aufbau und Interpretation
Der Aufbau des Stückes orientiert sich bereits an Beethovens wachsendem symphonischem Anspruch. Das bedingt auch die Lösung von der konzertanten dreisätzigen Form, hin zur symphonischen Viersätzigkeit.

### Allegro
Das Hauptthema beginnt viertaktig in der Violine. Die ersten zwei Takte beginnen mit halber Note und absteigenden Sechzehntelläufen. Die folgenden Achtel wirken etwas vorsichtiger, ohne den Schwung und die Freude der ersten Takte zu bremsen. Beethoven begnügt sich anschließend nicht mit einem ebenso langen Nachsatz, sondern verlängert diesen noch um zwei Takte, um den zweiten Teil des Themas noch zu untermauern. Im Anschluss werden Thema und Nachsatz wiederholt. Dabei wechseln Klavier und Violine die Rollen. Nach einem Ostinato der Dominante im Bass, erreichen auch die übrigen Stimmen in Takt 25 die Dominante. Üblicherweise würde nun das Seitenthema vorgestellt werden. Beethoven setzt diesem aber zuerst noch eine dramatisch geladene Passage voran. Das Seitenthema wirkt mit der hämmernden Akkordbegleitung im Klavier und den Signaltönen der Violine sehr bestimmt. Dieser Eindruck wird im Folgenden durch eng geführte Moll-Gänge und synkopierte Rhythmik weiter aufrechterhalten. Die Durchführung beginnt in Takt 86 mit einem kräftigen Akkordschlag im terzverwandten A-Dur. Dominiert wird sie von Motivabspaltungen und deren Sequenzierung. Es folgt eine Überleitung zur Reprise, die zwar mit 86 Takten ebenso lang ist wie die Exposition, allerdings keine wörtliche Wiederholung ist. Es beginnt diesmal das Klavier mit der Melodie des Hauptthemas. Neben harmonischen Besonderheiten beteiligt sich auch der Bass intensiver an der thematischen und motivischen Arbeit. Zudem benutzt Beethoven eigentlich typische Techniken der Durchführung. Engführungen und Variationen spielen dabei eine Rolle. Zum Schluss führt eine sequenzierte Phrase, die aus motivischem Material des Hauptthemas besteht.

### Adagio molto espressivo
Im zweiten Satz beginnt das Klavier mit dem Thema. Die Violine gibt nur kleine Einwürfe. Auch im weiteren Verlauf bleibt die Violine im Hintergrund und hat eher unterstützenden Charakter. Das zarte Thema lässt eine Verwandtschaft zum Hauptthema des Kopfsatzes erkennen. Dies äußert sich nicht nur im Charakter, sondern auch in dem schleifend abwärts geführten Melodieverlauf. Der Satz steht in einer Barform.

### Scherzo. Allegro molto
„Im kurz und knapp gehaltenen Scherzo betätigt sich Beethoven als musikalischer Karikaturist: Das Zusammenspiel zwischen Violine und Klavier wirkt „falsch“, immer wieder klappert ein Instrument nach.“ Sogar der Schlusston wird nicht gemeinsam gespielt. Beethoven hat auch in anderen Werken die Scherzo-Sätze für derartige Karikaturen genutzt. So ließ er in seiner 6. Symphonie eine ganze Dorfmusikkapelle auf ähnliche Weise veralbern. Im Trio wird mit Terzparallelen in einfacher Skalenbewegung über einem ostinaten Bass, der Rückgriff auf einfachste Volksmusik gewagt, um diesen Eindruck zu verstärken.

### Rondo. Allegro ma non troppo
Das Rondo steht von seiner Ausdehnung dem Kopfsatz in nichts nach. Dies lässt auch erkennen, dass Beethoven den Schlusssatz über seinen sonst häufigen „Kehraus-Charakter“ zu erheben versucht. Die Eröffnung des Satzes erinnert an Mozart. Das Anfangsmotiv beginnt bei der Quinte und geht über die Doppeldominante zur Sexte. Dies wird anschließend noch sequenziert. In Takt 18 beginnt dann das erste Couplet (Teil B). Statt einer Wiederholung der Gegenphrase dieses Teils tritt eine Weiterentwicklung ein, die in einen neuen Charakter (Teil C) mündet. In Takt 56 folgt erneut das Rondothema, bei dem diesmal die Violine, ähnlich dem zweiten Satz, eher einen begleitenden Charakter einnimmt und die Klavierstimme mit Oberoktaven unterstützt. In Takt 73 beginnt Teil D, der mit Triolenrhythmisierung der Violine (entnommen aus Teil B) und Synkopierungen im Klavier für eine dramatischere Stimmung sorgt. In diesem Teil bezieht Beethoven auch das Element der Variation mit in das Rondo ein. Auch das anschließende Rondothema erscheint variiert. Um eine Terz herabgesetzt und somit mollgetrübt, sorgen zusätzlich Pizzicato-Akkorde der Violine für eine neue Klangfarbe. Ähnlich einer Reprise lässt sich im Anschluss der B-Teil vernehmen. Das letzte Rondothema erscheint rhythmisch variiert und führt zu der Schlusscoda. Hier erscheinen wieder die spannungsgeladenen Triolenbewegungen.